# Auguste Turrettini

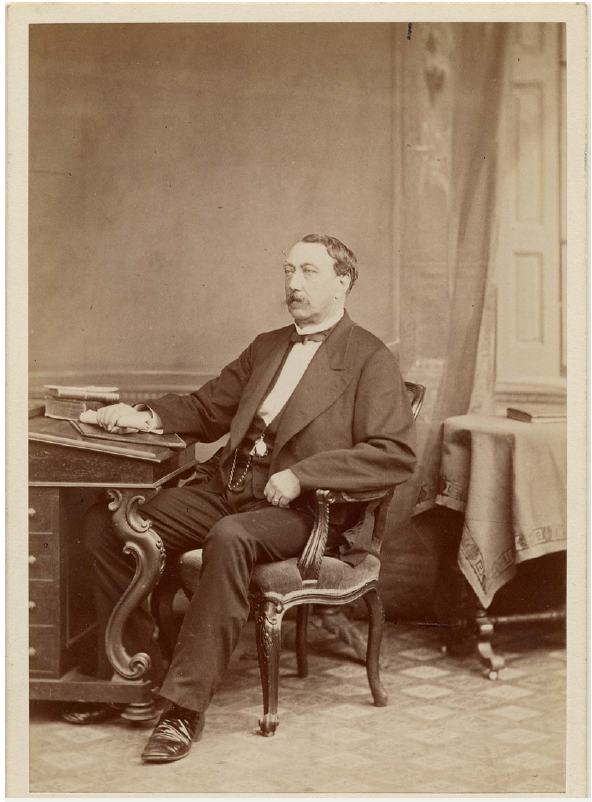
Auguste Turrettini

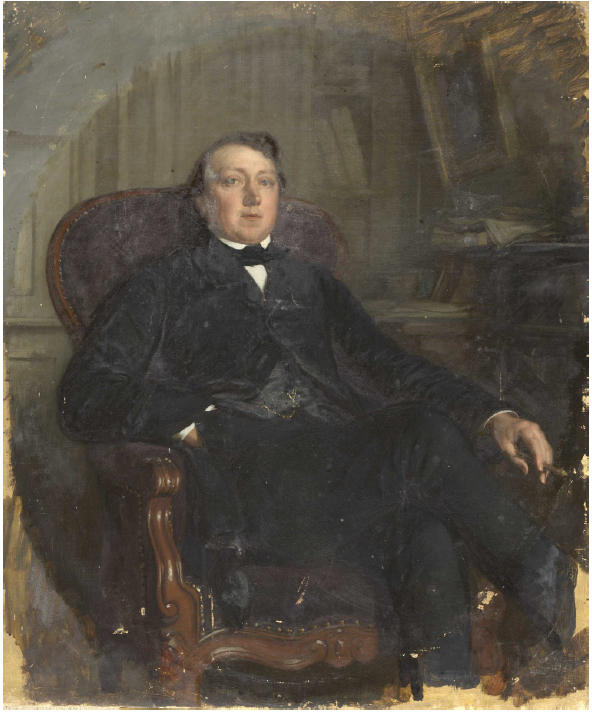
Porträtgemälde von Auguste Turrettini, 1860; Maler: Jacques Alfred van Muyden

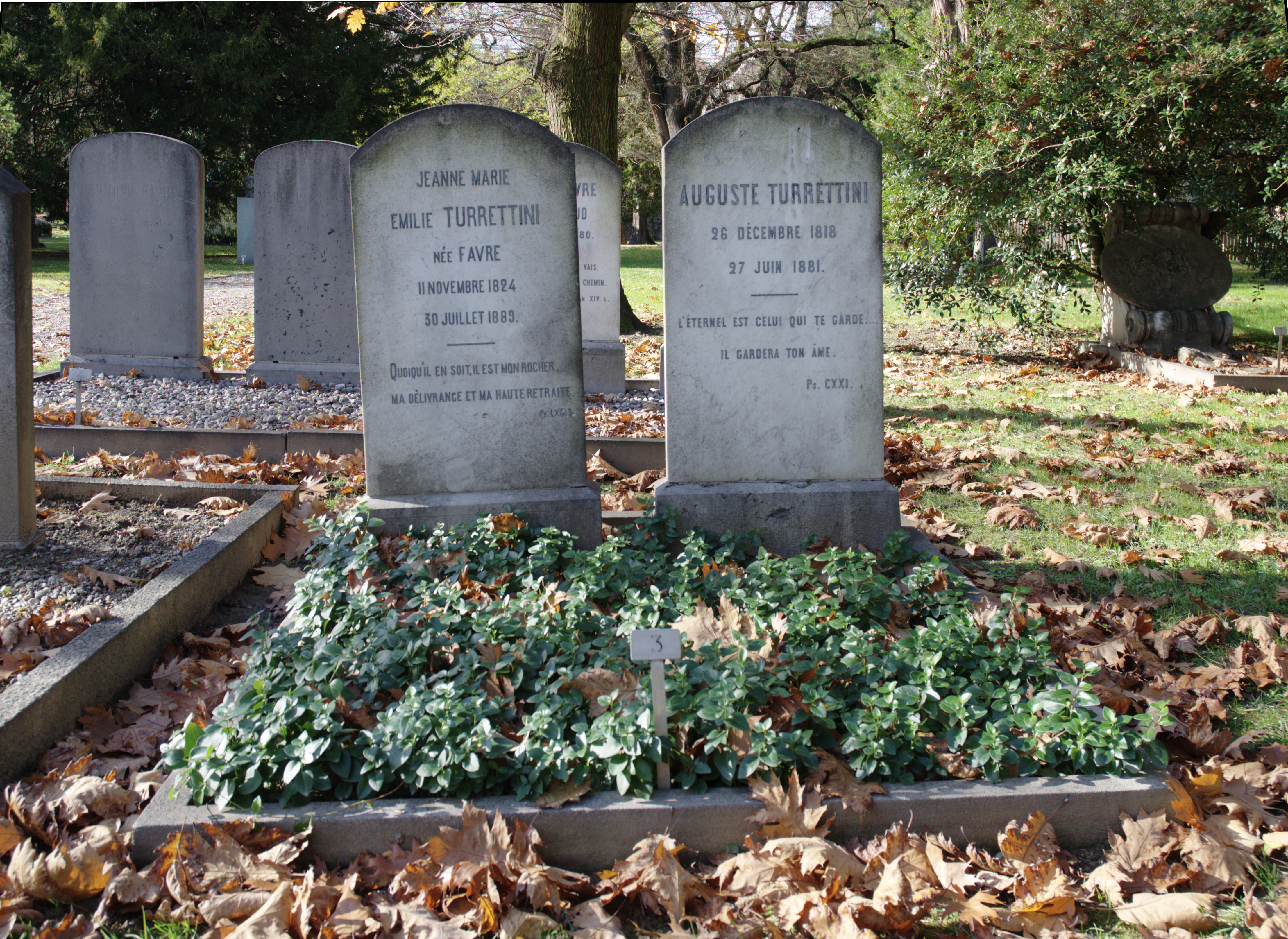
Grabstätte von Auguste and Jeanne-Marie-Émilie Turrettini

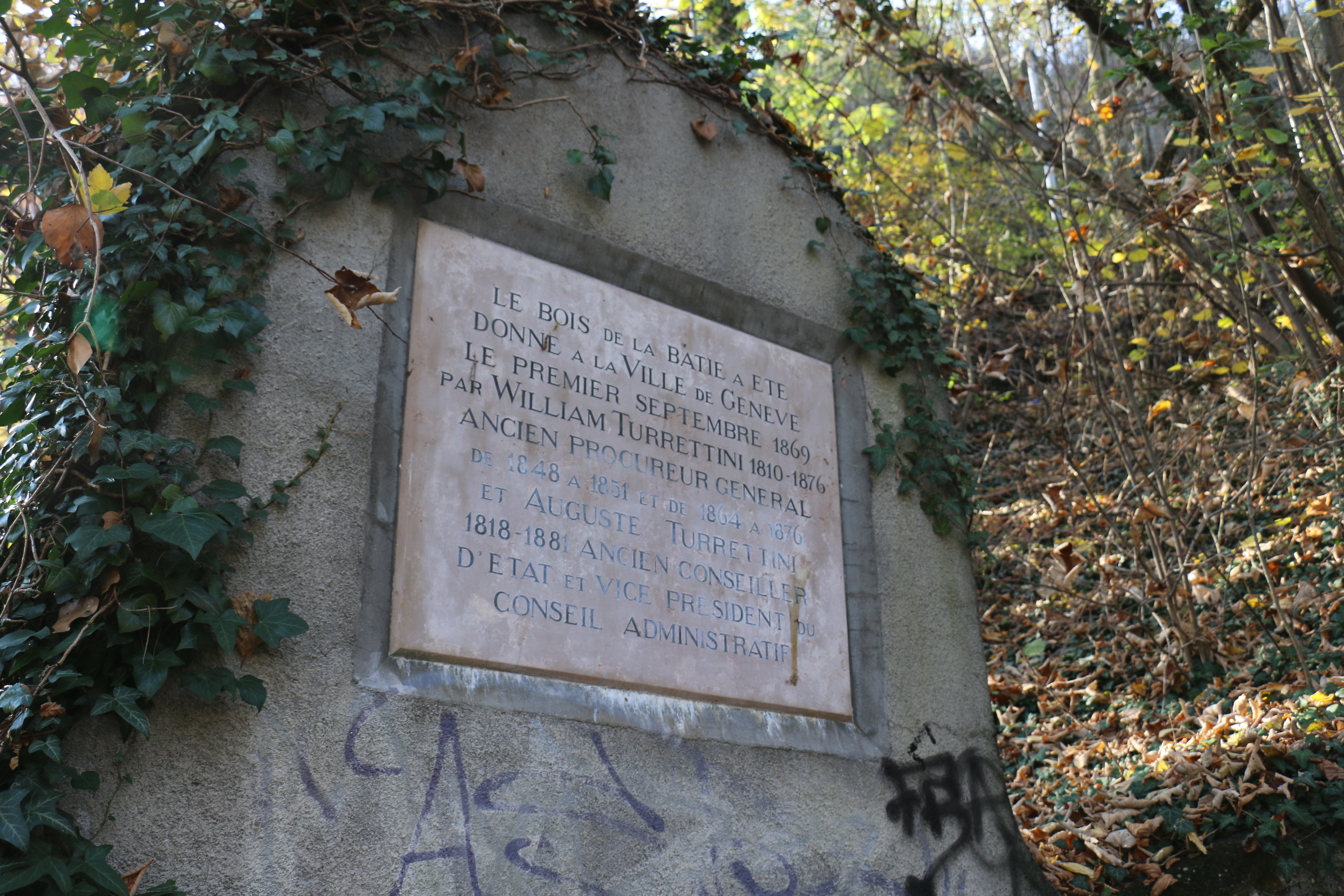
Gedenkstein im Park Bois de la Bâtie in Genf

Auguste-Emmanuel Turrettini (* 16. oder 26. Dezember 1818 in Genf; † 27. Juni 1881 in Cologny) war ein Schweizer Altphilologe, Hochschullehrer und Politiker.

## Leben

### Familie
Auguste Turrettini entstammte der aus dem italienischen Lucca eingewanderten Patrizierfamilie Turrettini und war der Sohn des Bankiers Charles-Anne-Gaspard Turrettini (* 8. November 1782 in Genf; † 12. Dezember 1857 ebenda) und dessen Ehefrau Albertine-Sophie-Bénédicte (* 9. September 1787 in Genf; † 22. November 1845 ebenda), der Tochter von Jacques Necker (1757–1825) und dessen Ehefrau Albertine (1766–1841), der Tochter von Horace Bénédict de Saussure; er hatte noch sechs Geschwister, zu diesen gehörte unter anderem sein Bruder, Staatsanwalt William Turrettini (* 19. April 1810 in Genf; † 4. Oktober 1876 in Cologny), dessen Schwager der Wissenschaftler und Politiker François-Jules Pictet war.
Er war ein Urenkel des Diplomaten und Politikers Gédéon Turrettini (1723–1782) und sein Neffe war der Ingenieur Théodore Turrettini, dem er eine solide politische Basis verschaffte.
Ab dem 8. April 1845 war er mit Jeanne-Marie-Émilie (* 11. November 1824; † 30. Juli 1889), der Tochter des Genfer Grossrats und Rentiers Guillaume Favre, verheiratet; gemeinsam hatten sie fünf Kinder. Seine Tochter Mathilde-Julie Turrettini (* 15. Oktober 1850 in Genf; † 18. Januar 1936 in Le Petit-Saconnex) war mit Guillaume-Charles Trembley (1844–1916), Präsident der Genfer Bibelgesellschaft und Sohn des Politikers François-Jules Trembley (1807–1881), verheiratet.
Nach seinem Tod in Cologny wurde er auf dem Cimetière des Rois in Genf beigesetzt.

### Werdegang
Auguste Turrettini immatrikulierte sich 1833 an der Akademie Genf zu einem Studium der Geisteswissenschaften und der Philosophie; 1836 beendete er das Studium und promovierte 1840 mit seiner Dissertation De legationibus publicis apud Athenienses zum Dr. phil. an der Universität München.
1842 ging er, gemeinsam mit Friedrich Gottlieb Welcker und Wilhelm Henzen, von Ancona aus auf eine Fahrt nach Piräus, wo das Schiff am 26. Januar anlegte. Zwei Jahre lang bereiste er mit seinen Gefährten die griechische Welt.
Dank seiner Übersetzung von Arrians Anábasis Alexándrou über den Alexanderzug Alexanders des Grossen und Xenophons Hellenika war er von 1844 bis 1845 als ausserordentlicher Professor für Lateinische Literatur an der Akademie Lausanne tätig. 

### Politisches und gesellschaftliches Wirken
Auguste Turrettini war von 1847 bis 1862 Bürgermeister von Cologny, und in dieser Zeit von 1848 bis 1850 Waadtländer Grossrat.
Er wurde 1856 in das Organisationskomitee für das Eidgenössische Musikfest in Genf bestellt.
1862 brachte er einen Verfassungsentwurf ein und wurde kurz darauf Mitglied des Genfer Verfassungsrats.
Er war von 1865 bis 1867 Genfer Staatsrat und leitete das Departement für Inneres.
Vom 3. Dezember 1866 bis zum 1. November 1870 war er Ständerat und dort Mitglied in der Revisionsstatut-Kommission, in der Kommission für die Verfassungen von Basel und Solothurn, in der Kommission für die Grenzregulierung mit Österreich bei Finstermünz und in der Budgetkommission.
Als Mitglied des Genfer Stadtrats von 1869 bis 1878 übte er fünfmal das Amt des Stadtpräsidenten aus.
1865 wies er zahlreiche Fälschungen nach, die das Fremdenbüro begangen habe, um einige hundert Fremde auf die Wählerlisten zu bringen, indem sie die Gemeinderäte bei Aufnahme in das Bürgerrecht täuschten. In der Folge bat der Chef des Fremdenbüros, der frühere Genfer Grossrat Jules-César Ducommun (1829–1892), um seine Entlassung und wurde kurz darauf festgenommen.
Von 1866 bis 1876 und von 1878 bis 1881 war er konservativer Genfer Grossrat.
1870 nahm er an der Interkantonalen Konferenz für die Unterstützung von Verwundeten und Familien armer Soldaten teil, um zu beraten, wie deren Hilfe einheitlich und zweckentsprechend organisiert werden könnte.
Gemeinsam mit seinem Bruder William schenkte er der Stadt Genf 1869 ein Waldstück in der Nähe der Stadt, den heutigen Park Bois de la Bâtie.
1873 berichtete er im Stadtrat über das Vorgehen der Testamentsvollstrecker des Erbes des Herzogs Karl II. von Braunschweig, der der Stadt Genf 18,6 Millionen Schweizer Franken vermacht hatte.
Er erwarb die auf ca. 1200 datierte Handschrift Officium capituli abbatiae Sixti, die sich heute in der Bibliothek von Genf befindet.

## Mitgliedschaften
Gemeinsam mit dem Maler Jacques Alfred van Muyden, den er in München kennengelernt hatte, gründete er 1857 die Société des Amis des Beaux-Arts (Gesellschaft der Freunde der schönen Künste).

## Schriften (Auswahl)
- De legationibus publicis apud Athenienses. Genf, 1840 (Digitalisat).